# Font del Centenari

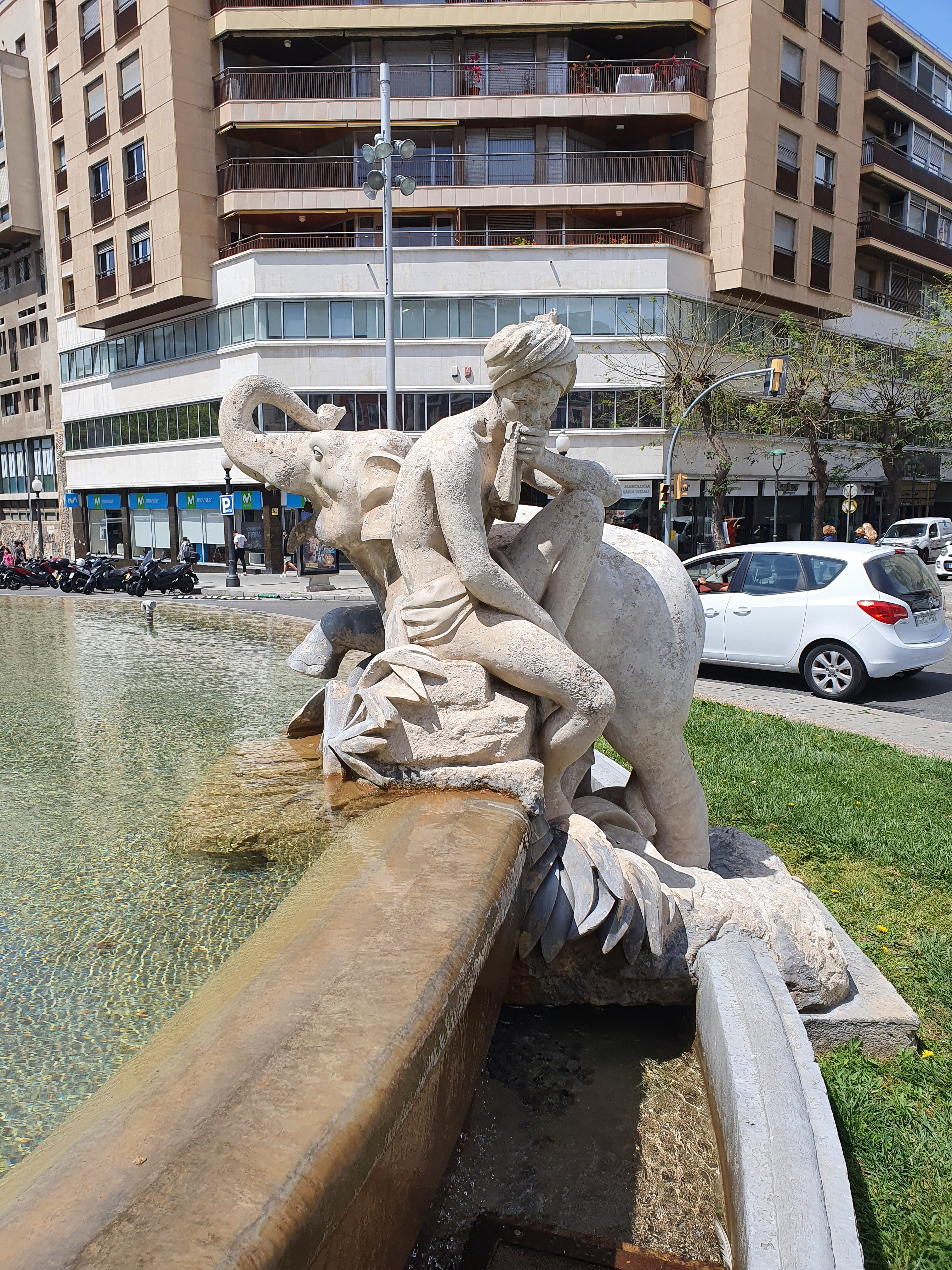
Font del Centenari. L'home d'Orient i l'elefant. Tarragona

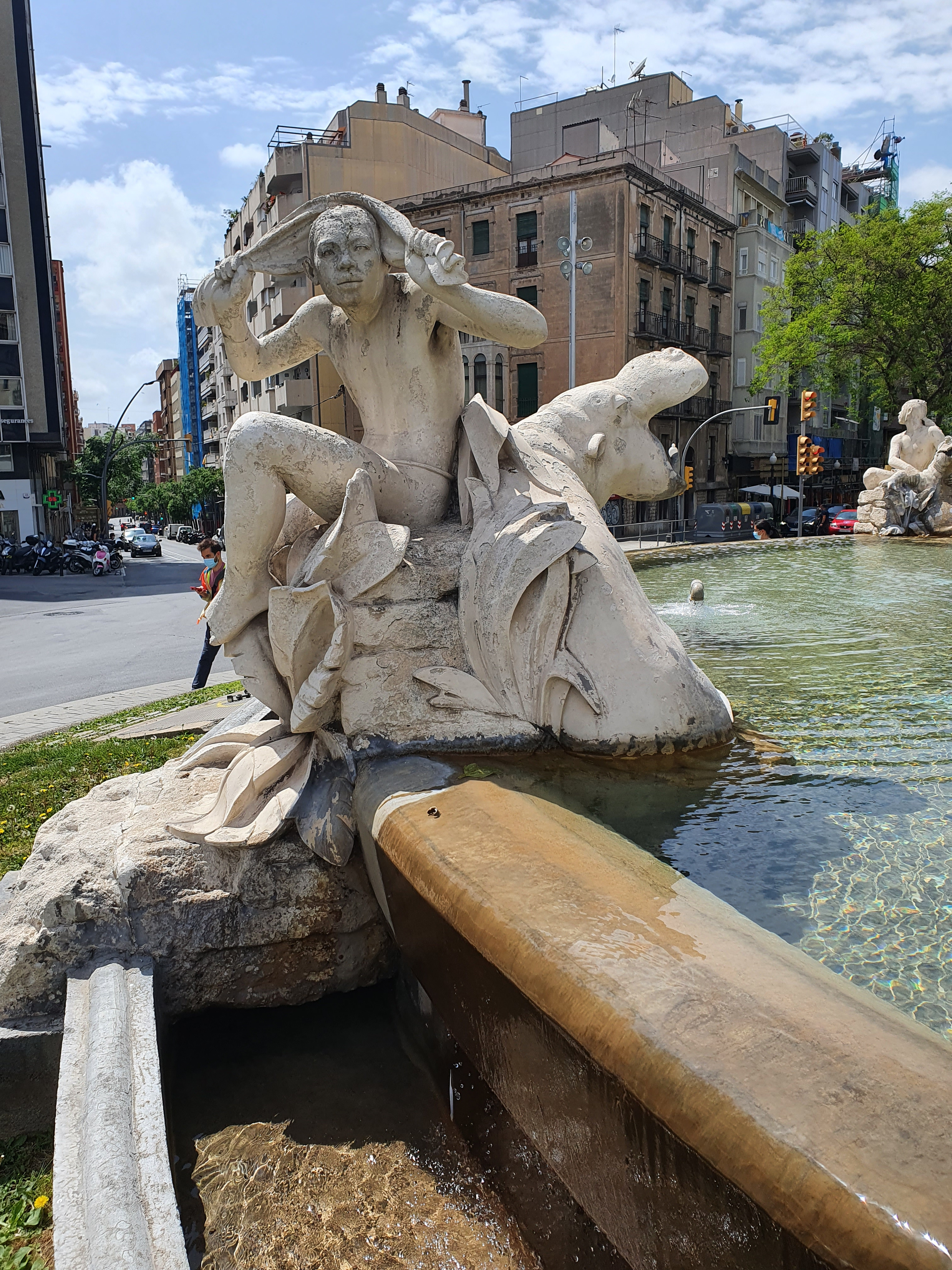
Font del Centenari. L’home subsaharià i l’hipopòtam. Tarragona

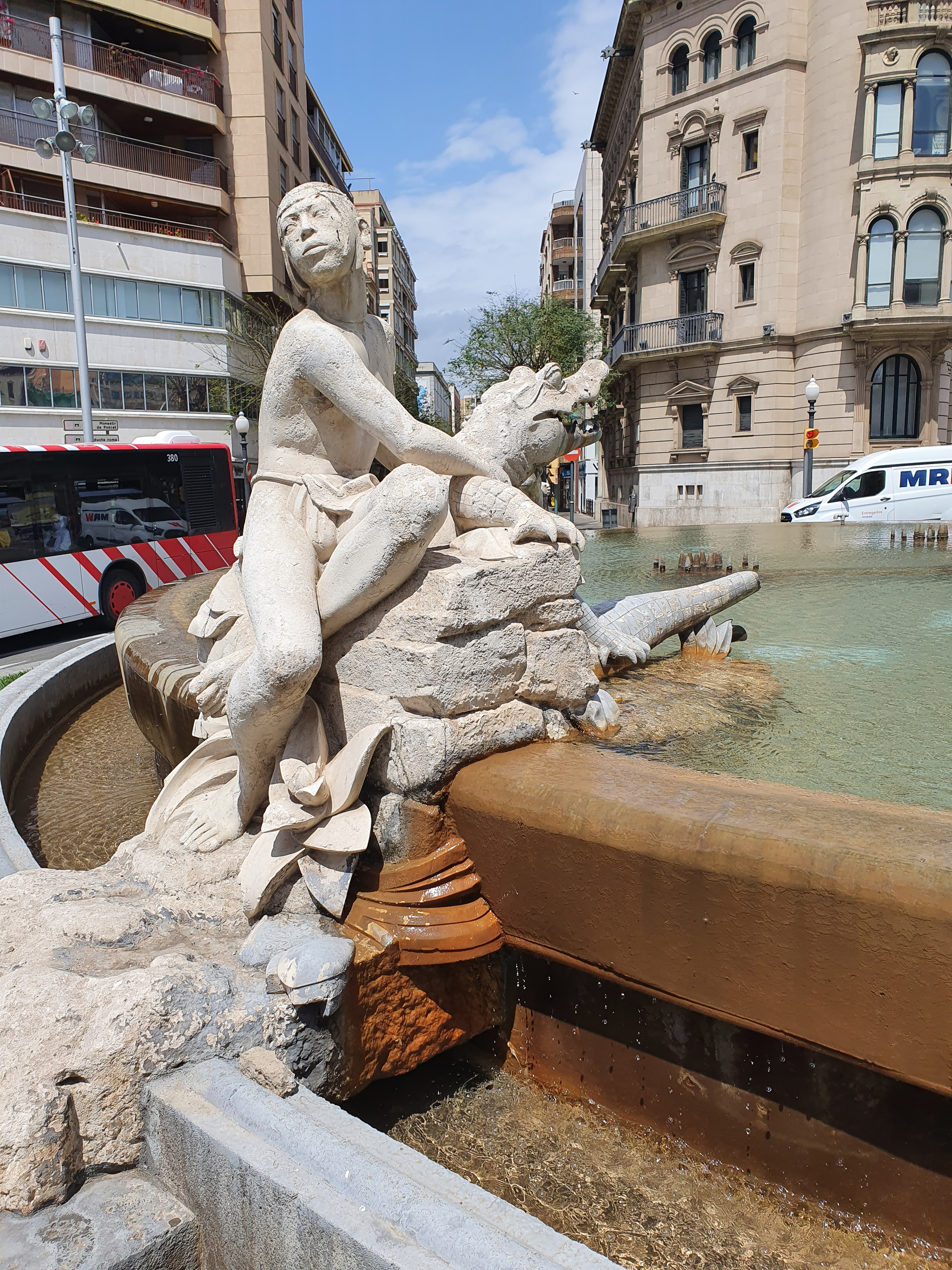
Font del Centenari. Home americà i cocodril. Tarragona

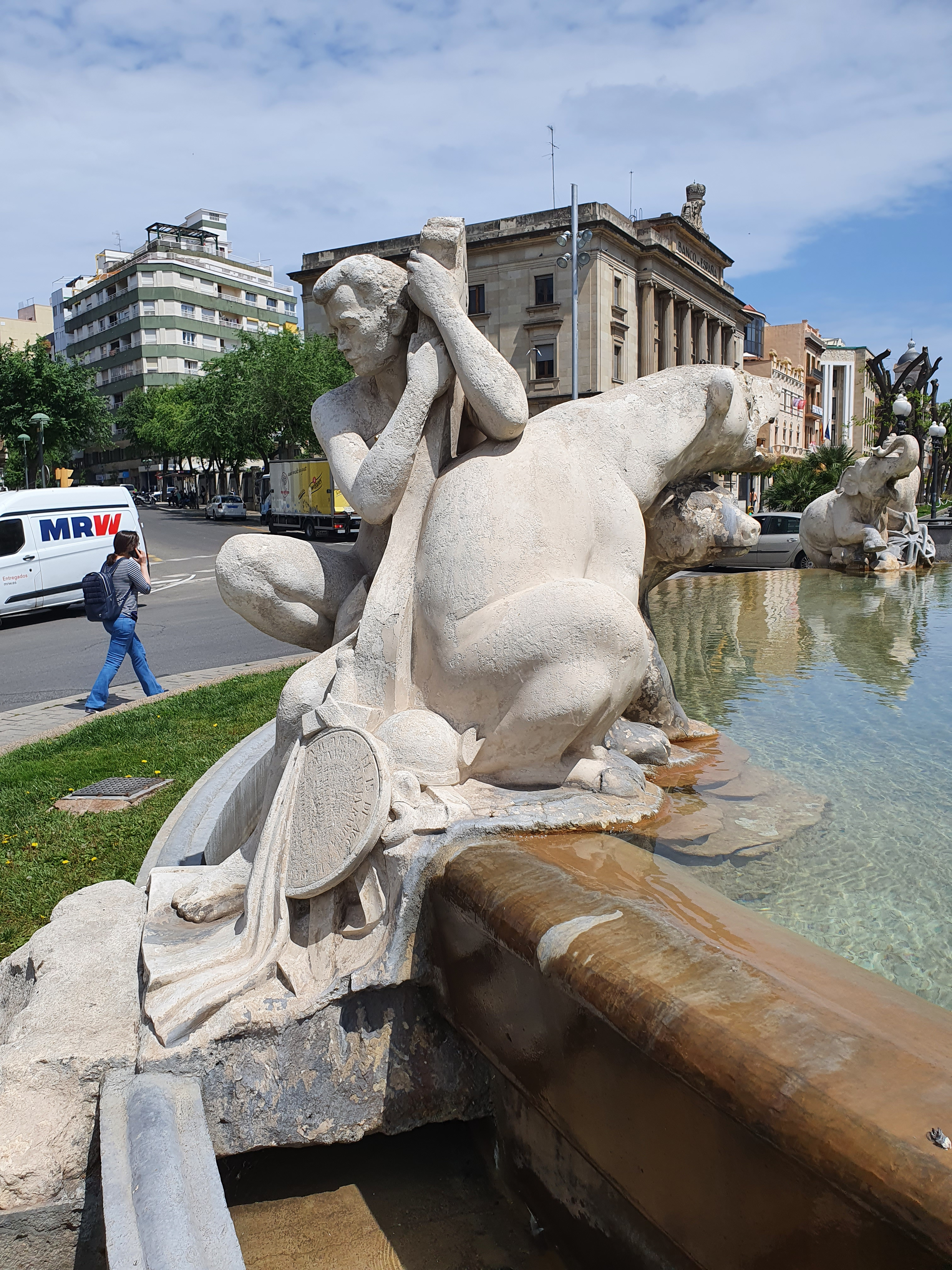
Font del Centenari. L'home europeu i els ossos. Tarragona

La Font del Centenari és a Tarragona, al bell mig de la Rambla Nova. Es va inaugurar l’any 1954 i és obra de l'escultor Josep Viladomat i Massana (Manlleu, 1899- Escaldes-Engordany, 1989). Actualment està ubicada a la cruïlla entre l’avinguda Ramón y Cajal i els carrers Pau Casals, Rovira i Virgili i Cristòfor Colom, on fa la funció de rotonda i ordena el trànsit. Està feta de pedra d’Hontoria (Burgos) i consta de quatre elements escultòrics independents formats per la figura d’un home i un animal al qual li brolla aigua de la boca, ambdós envoltats de detalls en forma de vegetació.

## Història
En el segle xix, on actualment hi ha la Rambla Nova de Tarragona va haver una muralla, la de Sant Joan, construïda des del segle XVI que va servir de mur divisori entre la Part Alta i la zona de port de la ciutat. L’any 1854 va ser enderrocada i va donar pas a un espai anomenat ‘l’Esplanada’, l’adequació del qual va entrar dintre del pla d’eixample de la ciutat. A fi de fer-ho efectiu l’ajuntament va convocar un concurs amb l’objectiu d’adjudicar el projecte de modernització i urbanització de la zona, el va guanyar l'enginyer Josep Criviller i Teixidor (1785-1857) tot i que no el va poder completar pel seu òbit prematur. Li va prendre el relleu el comandant d’enginyers Àngel del Romero i Walsh (1823-1898). Les maniobres d’anivellament es van iniciar l’any 1855.
Al cap de cent anys (1954) es va voler commemorar tots aquests fets amb una obra escultòrica que va ubicar-se al final del quart tram de la Rambla Nova. És per això que l’ajuntament va crear una comissió, l’any 1953, responsable de l’organització dels actes festius que van acompanyar la inauguració del monument, per al que es van presentar varis projectes.
Finalment, qui va executar l’obra va ser Josep Viladomat i Massana que va proposar una gran font circular. L’alcalde del moment, Enric Olivé Martínez (1914-2004) va promoure la idea i la va defensar en honor de la transformació urbanística que va suposar per Tarragona l’obertura de la Rambla Nova cent anys enrere. Així el 15 d’agost de 1954 es va inaugurar la Font del Centenari (1899-1989) amb tot un seguit d’actes festius als seu voltant, en honor de Sant Magí (Patró de Tarragona. Onomàstica el 19 d’Agost). En la instal·lació hi van participar l’arquitecte i urbanista Josep M. Monravà i López (1905-1999) i el decorador Enric Baixeras, entre d'altres.

## Descripció
Es tracta d’una font ornamental de forma circular que mesura 1’50 metres d’alçària i té un diàmetre de 12 metres. El material de que està feta és pedra d’Hontoria, procedent de Burgos, n’és característic el color blanc, molt uniforme i sense lluentor. És un material tou i fàcil de treballar.
La componen quatre parelles escultòriques, formades per un home i un animal col·locades al voltant d’una estructura circular plena d’aigua a mode d’estany, distribuïdes equitativament pel seu perímetre. Les escultures humanes representen la població autòctona referent a cada punt cardinal principal, totes són de gènere masculí i estan nus amb algun detall ornamental al cap i una tela que els cobreix els genitals, mesuren un metre i mig d’alçària aproximadament. Els animals estan dirigits cap a l’aigua, miren al centre de la font, i els homes en sentit oposat, en direcció al carrer.

### L’home europeu i els ossos
Escultura de cos sencer d’un home amb faccions occidentals més comuns, mig nu, repenjat sobre el llom d’un os i agafat al que sembla un pal de messana. Té la cama dreta doblegada i només el peu esquerre toca el terra, al costat hi ha un escut circular amb un gravat i una espasa. Els dos ossos són proporcionalment més petits que l’home. Un està assegut sobre les potes del darrere en direcció a l’aigua amb la boca oberta i l’altre és al costat amb el cap a sota de la mandíbula del primer amb la boca tancada i en direcció al carrer. És l’única figura que té dos animals i que resta sense component ornamental de vegetació. Representa el nord.

### L’home d’Orient i l'elefant
Escultura de cos sencer d’un home amb faccions occidentals repenjat sobre unes pedres semi nu, amb un turbant al cap. Té la boca tapada per la mà esquerra i part de la tela del turbant, dirigeix la mirada al terra en sentit contrari a on es l’animal. La cama esquerra està doblegada coincidint amb el costat on li queda l'elefant, que és petit en comparació a la mida de l’home. Està dempeus amb la trompa i la pota dreta davantera aixecada i té la boca oberta en direcció a l’aigua. Representa l'est, l'Orient.

### L’home subsaharià i l’hipopòtam
Escultura d’un home de cos sencer mig nu amb faccions subsaharianes (llavis gruixuts i nas camús) assegut sobre unes quantes lloses amb una cama doblegada cap al cos i l’altre al terra. Cada mà agafa l'extrem d’un tros de tela que li passa per la part més alta del cap i mira al carrer. Als peus hi han peces de pedra en forma de fulles grans. Al seu darrera un hipopòtam, petit en comparació amb la mida de l’home, sembla que surti de l’aigua en direcció al centre de la font amb la boca oberta. Representa el sud.

### L’home americà i el cocodril
Escultura d’un home de cos sencer nu a excepció de les parts genitals, amb faccions occidentals. Dur una espècie de barret que li cobreix una part de la cara. Està assegut i agafa el cocodril per sota les potes davanteres amb el cos mig girat cap a l’altre costat en direcció al carrer.
Té la cama esquerra doblegada i la dreta toca el terra. Al voltant del peu hi ha representada vegetació i flors. El cocodril està de cara a l’aigua en una posició peculiar ja que sembla que estigui assegut sobre la pedra perquè la cua i les cames del darrere estan estirades al davant mentre el llom repenja a la pedra i queda mig cos en vertical, té la boca oberta. Representa l’oest, Amèrica.

## Restauració
La pedra amb la que estan fetes les escultures s'erosiona amb el pas del temps, la contaminació, els excrements dels coloms i la humitat. L’any 1992 es va desmuntar la font amb motiu de la construcció d’un aparcament soterrani a la Rambla Nova i es va aprofitar per a fer la restauració de les peces. També es van fer còpies dels originals i es van afegir vuit brolladors d’aigua orientables i quatre brolladors més al centre de la font. Quan es va tornar a col·locar, l'any 1995, la van desplaçar uns metres fins al emplaçament actual. També es va afegir una làpida en commemoració a Enric Olivé, alcalde en el moment d'instal·lar la font, i a Joan Miquel Nadal com a impulsor de la restauració.
El setembre de 2018 va ser víctima d’un acte vandàlic en que es va trobar decapitada l'estàtua que acompanya al cocodril i sense mà la que està amb l’hipopòtam. Arran d’aquest fet es va millorar l’adherència de les peces trencades. La Diputació de Tarragona es va fer càrrec de la restauració.